# Cerro Galán
Pour les articles homonymes, voir Galán.
Le volcan cerro Galán est un stratovolcan actif mais en sommeil. Il est situé dans la province de Catamarca, en Argentine, sa grande caldeira est considérée comme étant la mieux exposée au monde. Son altitude est de 5 912 mètres.

## Géographie
Avec ses 5 912 mètres d'altitude, il constitue un massif à multiples sommets qui domine depuis son centre l'énorme caldeira Cerro Galán, laquelle s'étend à l'altitude moyenne de 4 500 mètres. Les eaux de ruissellement du cerro Galán et des parois latérales de la caldeira ont formé un petit lac au sud-ouest du cône de ce dernier, c'est la Laguna Diamante. Le massif volcanique s'étend sur une centaine de kilomètres carrés au centre de la caldeira. Il recèle une superbe petite lagune salée de pas plus de 500 mètres de diamètre fréquentée par des flamants. C'est la Lagunita Escondida.
Comme une bonne partie de la caldeira, le massif s'étend au sein de la réserve de biosphère Laguna Blanca.

## Tourisme - voie d'accès
Le cerro Galán se trouve dans une contrée quasi inhabitée. C'est le cas de toute la région, qui est incontestablement l'une des plus reculées et des plus isolées d'Argentine. Comme dans l'ensemble de la Puna de Catamarca, correspondant au département d'Antofagasta de la Sierra, le tourisme s'apparente ici à de l'exploration.
Pour y accéder, on suit la route nationale 40 depuis la ville de Belén, en direction du nord (vers Cafayate). Peu après San Fernando, on prend à gauche la route provinciale 43 en direction d'Antofagasta de la Sierra. On franchit le col de Portezuelo de Pasto Ventura et peu après, d'énormes champs de pierre-ponce. On passe ainsi non loin du volcan Carachi Pampa, ainsi que de la lagune et du salar de même nom.
Arrivé à la bourgade d'El Peñón bâtie dans une petite oasis, on quitte la route 43 pour emprunter une piste qui remonte le Río El Peñón pour arriver à l'immense caldeira Cerro Galán par son rebord sud-ouest, d'où l'on a une vue extraordinaire sur l'ensemble de la caldeira, de la Laguna Diamante et du massif volcanique du Galán.
Inutile de préciser que seuls des amateurs de tourisme d'aventure en bonne santé et bien équipés, entreprendront cette excursion hors du commun dans une zone parfaitement inhabitée.
Cependant, on trouve des chambres d'hôtel dans la ville fort éloignée d'Antofagasta de la Sierra.